# Arachniodes
Genre
Arachniodes est un genre de fougères de la famille des Dryopteridaceae (fougères des bois), sous-famille des Dryopteridoideae, dans la classification du Pteridophyte Phylogeny Group de 2016 (PPG I). Un certain nombre d'espèces de ce genre sont connues sous le nom de « fougères houx ». 

## Liste d'espèces
- Arachniodes aspidioides Blume
- Arachniodes carvifolia (Kunze) Ching
- Arachniodes chaerophylloides (Poir.) Proctor
- Arachniodes insularis W.H.Wagner
- Arachniodes simplicior (Makino) Ohwi
- Arachniodes squamulosa R.C.Moran & B.Øllg.
- Arachniodes standishii (T.Moore) Ohwi

## Protection
Arachniodes squamulosa est une espèce en danger.